# サホロリゾート ベア・マウンテン
サホロリゾート ベア・マウンテン（Sahoro Resort Bear Mountain）は、北海道上川郡新得町にあるクマのサファリパーク。サホロリゾートにある。

## 概要
日本国内初となるヒグマを放し飼いしたベア・マウンテンとしてオープン。ヒグマはのぼりべつクマ牧場から移した。スウェーデンにある「オッシャ・ベアパーク」（Orsa Grönklitt）をモデルにしており、のぼりべつクマ牧場元園長の伊勢伸哉が訪れた際に「北海道の自然に生きるヒグマを見てほしい」と思ったことが開設のきっかけになった。日本国内で唯一の多頭飼育での人工冬ごもりに取り組んでおり、2009年（平成21年）に冬ごもりについて『動物園水族館雑誌』に寄稿している。

## 施設
面積は15 haあり、2重のフェンスで囲っている。園内にいるヒグマの位置情報については、無線LANと電子タグを使ったシステムを導入して把握している。
エントランス
- チケット売場
- ショップ
- 駐車場（600台）

ベアポイント
- 人工池や洞窟があり、強化ガラス越しにヒグマの姿を間近で観察することができる[1][9][10]。

ベアウォッチングバスコース
- 1.2 kmのコースをサファリバスで走るコース[1][3]。

遊歩道
- 周囲をフェンスで囲っており、全長370 m、高さが5 mある[1][3]。フェンスにはヒグマが乗り越えられないための「忍び返し」や「電気牧柵」を設置している[3]。また、土を掘り返さないようフェンスの下に巨岩を埋設しているほか、場内を周遊するバスは金網で窓を覆うなどの対策をしている[3]。

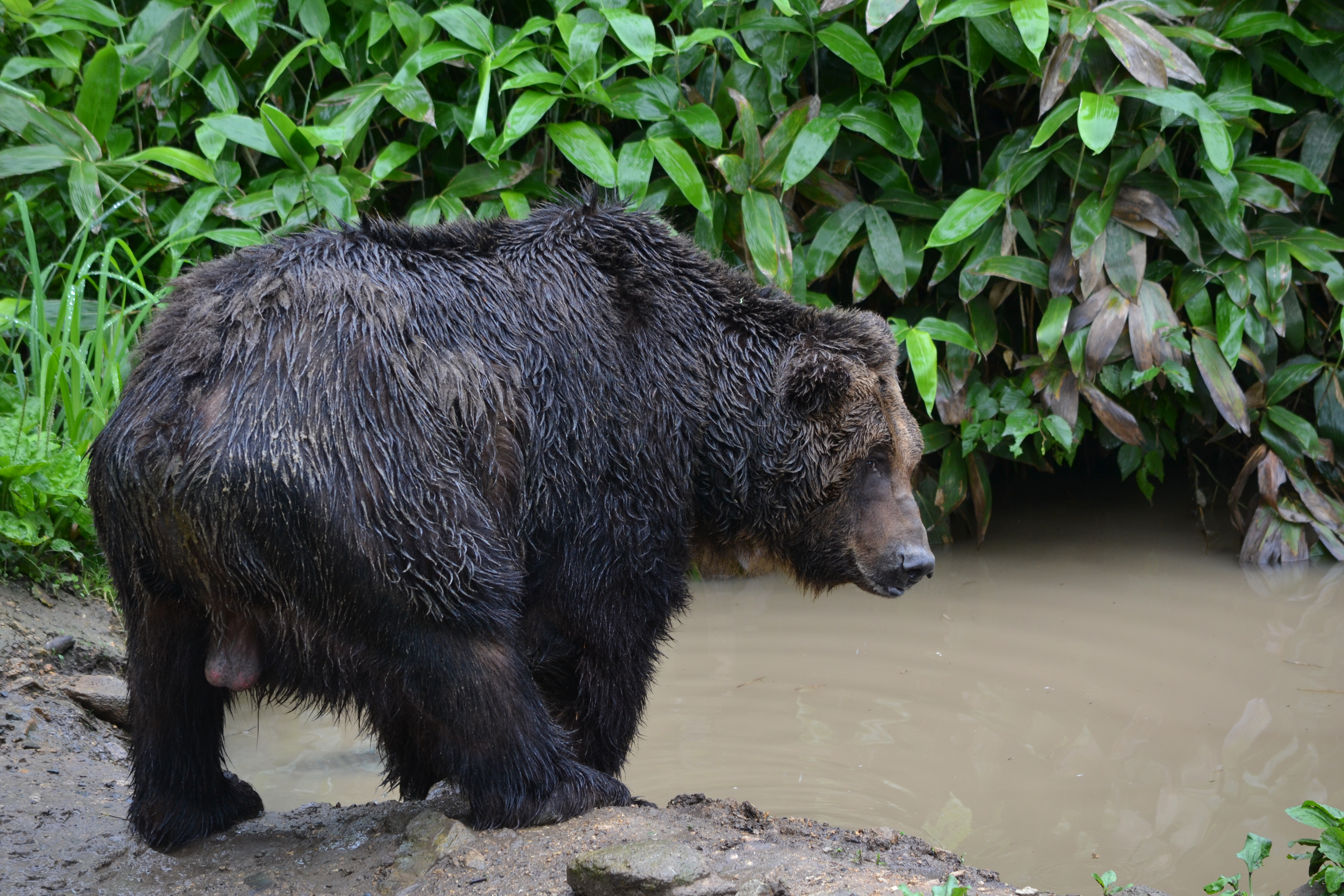
ヒグマと池（2011年7月）
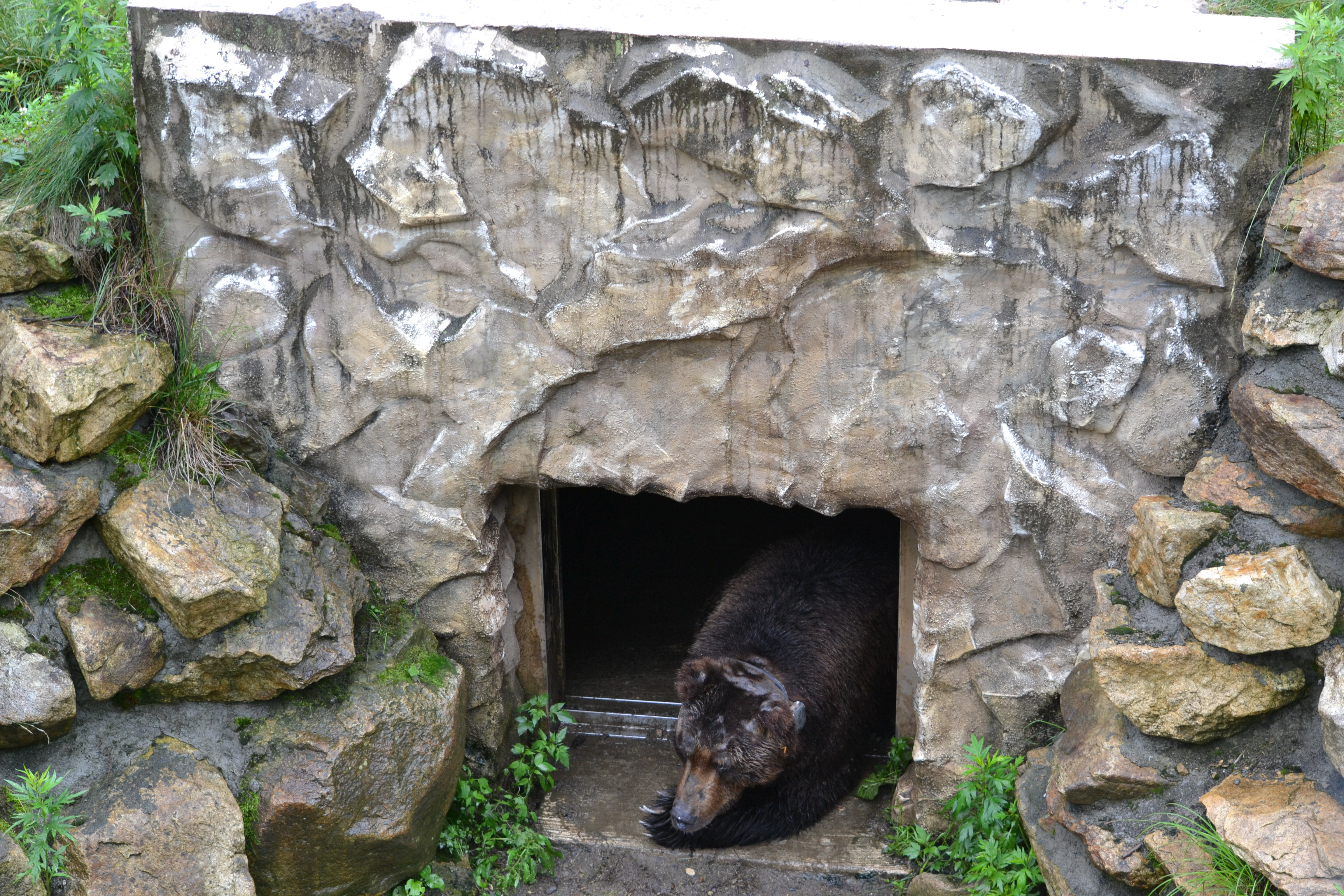
洞窟にいるヒグマ（2011年7月）
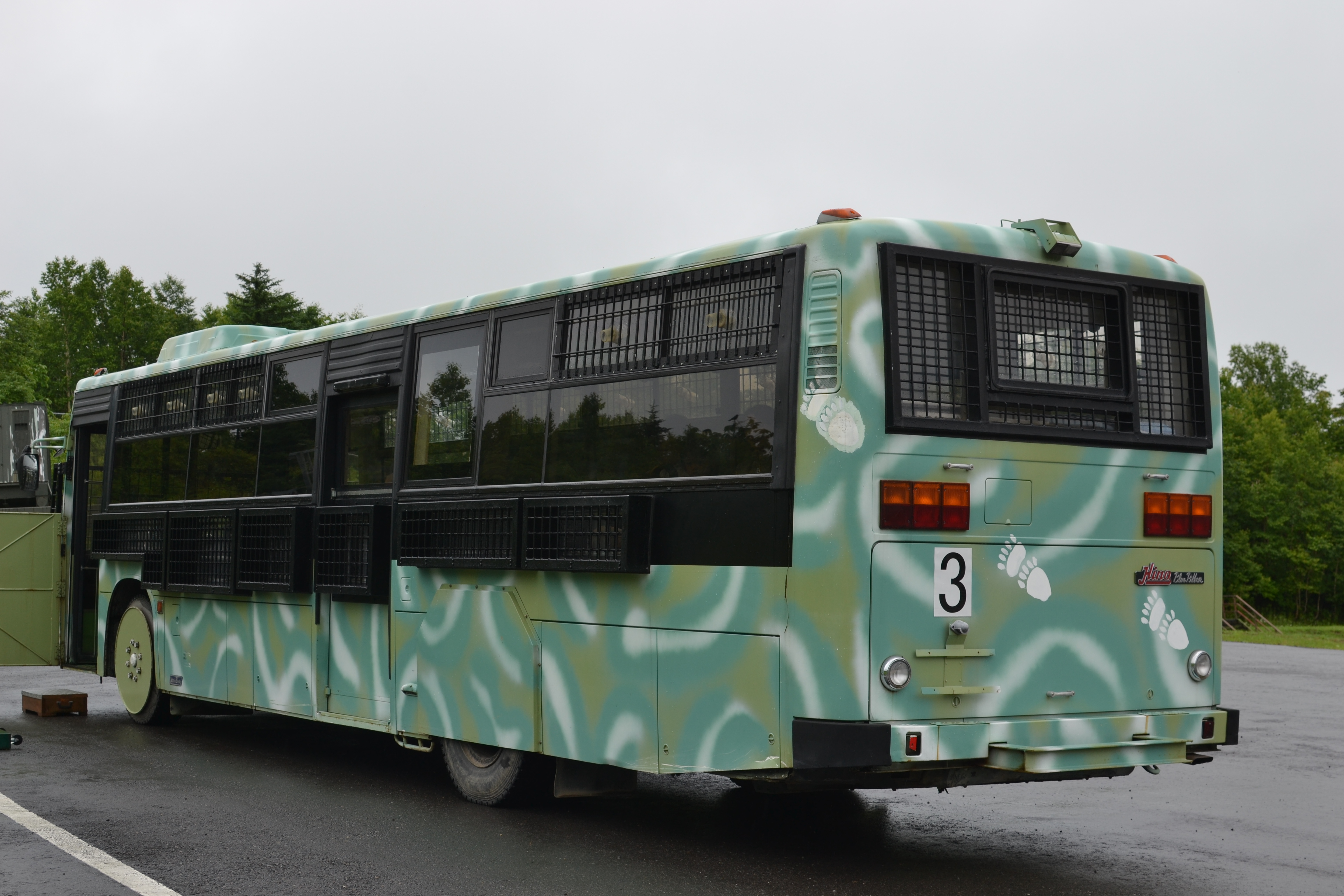
ベアウォッチングバス（2011年7月）
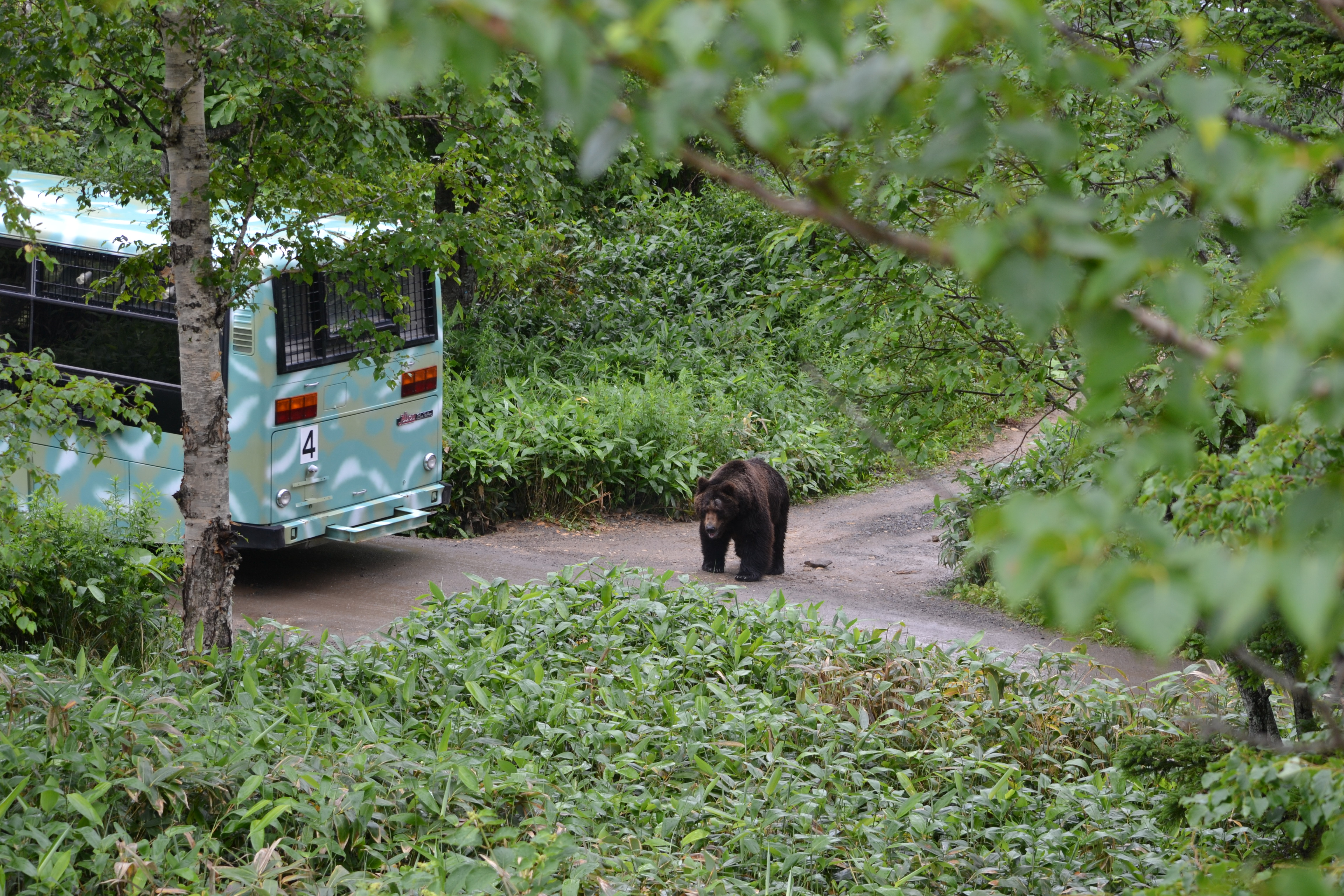
ベアウォッチングバスコースにいるヒグマ（2011年7月）

## ヒグマ一覧
園内のヒグマ（エゾヒグマ）はすべてオスである。これはメスを飼育すると野生のクマを呼び寄せてしまう危険があるためである。エゾヒグマは日本国内に生息している陸上動物のなかで最も大きく、北海道だけに生息している野生動物になっている。デオキシリボ核酸（DNA）では3種類（道北型・道東型・道南型）に分けられており、園内では3種類のエゾヒグマに出会うことができる。
- キャンタ
- コウジ（コウタと双子）
- コウタ（コウジと双子）
- ヒロタケ（コウタの息子）
- サンタ（ヒナタと双子）
- ヒナタ（サンタと双子）
- モコ
- テツロウ
- ミット
- ホルト
- レラ（ミットの息子）

## 自然保護団体などの反応
「ベア・マウンテン」のオープンに際して、日本クマネットワークが餌付けや安全性対策についての問題点を指摘した「公開質問状」を加森観光に対して提出したほか、十勝自然保護協会が自然破壊や安全性などについて、十勝支庁（現在の十勝総合振興局）や加森観光などに対して「要望書」や「質問書」を提出している。

## 参考資料
- 前田菜穂子『ヒグマが育てる森』岩波書店、2005年12月22日。ISBN 4000019384。
- 萱野茂、前田菜穂子『よいクマわるいクマ 見分け方から付き合い方まで』北海道新聞社、2005年12月。ISBN 4894533529。
- “国内初の「ベア・マウンテン」開園！”. 北海道ファンマガジン (2006年5月1日). 2016年11月22日閲覧。